# Clan MacLeod
El  Clan MacLeod (del gaélico escocés: /məˈklaʊd/), Cinneadh MhicLeòid: ; [ˈkʰl̪ˠau̯n̪ˠ viçkʲˈʎɔːhtʲ]) es un clan escocés de las Tierras Altas asociado con la Isla de Skye. Hay dos ramas principales del clan: los MacLeod de Harris y Dunvegan, cuyo jefe es MacLeod de MacLeod, que son conocidos en gaélico como Sìol Tormoid ("semilla de Tormod"); y los MacLeod de Lewis y Raasay, cuyo jefe es Macleod del Lewes (en gaélico escocés, Mac Ghille Chaluim), llamados en gaélico como Sìol Torcaill ("semilla de Torcall"). Ambas ramas reclaman ser descendientes de Leòd, quien vivió en el siglo XIII.

## Historia

### Orígenes
El apellido MacLeod significa 'hijo de Leod'. El nombre Leod es un anglicismo del nombre gaélico escocés Leòd, el cual se cree que deriva del nórdico antiguo. Clann Significa familia, mientras mhic es el genitivo de mac, el gaélico para hijo, y Leòid es el genitivo de Leòd. La frase entera por tanto significa La familia del hijo de Leod.
El Clan MacLeod de Lewis reclama su descendencia de Leod, quien según la tradición MacLeod era uno de los hijos más jóvenes de Olaf el Negro, Rey de Mann (r.1229–1237). Aun así, algunos artículos publicados en la revista del Clan MacLeod sugieren una genealogía alternativa para Leod: una en la que no sea hijo de Olaf, sino un primo tercero de Magnus, el último Rey de Mann.
La tradición MacLeod dice que Leod, quien tenía posesión de Harris y parte de Skye, se casó con una hija del senescal nórdico de Skye. La tradición declara que los dos hijos de Leod, Tormod y Torquil, fundaron las dos ramas principales del Clan MacLeod: Siol Tormod y Siol Torquil. Los descendientes de Torquil aguantaron las tierras de la Isla de Lewis hasta principios del siglo XVII, cuando los Mackenzies consiguieron derrocar los hombres de Lewis, en parte con la ayuda de los Morrisons y los MacLeods de Harris (Siol Tormod). Las ramas más jóvenes de Siol Torquil aguantaron en tierra firme en Assynt y Cadboll durante más tiempo, y la Isla de Raasay hasta 1846. Siol Tormod aguantó Harris y Glenelg en tierra firme, y también las tierras de Dunvegan en la Isla de Skye.
Leod, según la tradición, murió alrededor de 1280 y fue enterrado en la isla santa de Iona, donde seis jefes sucesivos del clan encontrado un último lugar de descanso después de él.

### sigloXIV
Tormod, hijo de Leod, no aparece en registros contemporáneos; aun así según la tradición MacLeod preservada a través del manuscrito  Bannatyne del siglo XIX,  fue un soldado notable en su era y estuvo presente en la Batalla de Bannockburn. El hijo y sucesor de Tormod, Malcolm, es el primero del clan en aparecer en registros contemporáneo, en una carta real que data aproximadamente de 1343, durante el reinado de David II (1329–1371). 
Malcolm fue sucedido por su mayor hijo, Iain Ciar, como cuarto jefe del clan. Este acontecimiento data de aproximadamente 1330. Iain Ciar aparece en la tradición MacLeod como el jefe más tiránico del clan; de su mujer se dice que fue tan cruel como él. La tradición del clan declara que  fue herido en una emboscada en Harris, y pronto después murió a causa de esas heridas en la iglesia de St Clement, Rodel, en 1392. La tradición cuenta que el Señor de las Islas hizo otro ataque a Skye en 1395, pero Iain encontró a los MacDonald en Sligachan (Sligichen) y los condujo de vuelta a Loch Eynort (Ainort). Allí  descubrieron que sus galeras habían sido movidas mar adentro por los MacAskills, y todos los invasores fueron asesinados. El botín se dividió en Creag an Fheannaidh ('Rock de las desolladuras') o Creggan ni feavigh ('Roca del botín'), a veces identificada como la Piedra Sangrienta en Harta Corrie.

### Siglo XV - Conflictos del clan
La Batalla de Harlaw tuvo lugar en 1411, dónde los MacLeod lucharon como Highlanders en soporte de Domhnall de Islay, Señor de las Islas, jefe del Clan Donald.
La Batalla de Bloody Bay se luchó en 1481, en la que el Clan MacLeod apoyó a John de Islay, Conde de Ross, jefe del Clan Donald contra su hijo bastardo Angus Og Macdonald. William Dubh MacLeod, jefe del Clan MacLeod murió en la batalla.

### SigloXVI- Conflictos del clan
Durante el siglo XVI el Clan MacLeod contendió fuertemente con el Clan Macdonald de Sleat.
En 1588 William MacLeod de Dunvegan, el 13.er jefe, se unió junto a sus herederos en un vínculo de manrent para "asistir, mantener, defender y concurrir con Lachlan Mackintosh de Dunachton, Capitán y Jefe del Clan Chattan, y sus herederos."

### SigloXVII– Paz entre los clanes y Guerra Civil
La Batalla de Coire Na Creiche en 1601 en Skye vio a los MacLeods derrotados por el Clan MacDonald de Sleat en las pendientes norte de las colinas Cuillin. En 1608, después de un siglo de enemistad con batallas incluidas entre los MacDonald, el Clan Mackenzie y el Clan MacLean, todos los Jefes fueron llamados a una reunión con Lord Ochiltree, el representante del Rey. En ella hablaron sobre las intenciones Reales futuras para gobernar en las Islas. Los Jefes no estuvieron de acuerdo con el Rey y fueron encerrados en prisión. Donald el Jefe del Clan MacDonald de Sleat fue encarcelado en Blackness Castle. Su liberación fue concedida cuando él se sometió al Rey. Donald murió en 1616 y entonces Donald Gorm Org MacDonald, 9.º Jefe, 1.er Baronet de Sleat, y su sobrino le sucedió como jefe y se convirtió en el primer Baronet de Sleat. El Clan MacDonald de Sleat sigue con ese título en su poder hoy en día.
Durante la Guerra Civil, después de la Batalla de Carbisdale en 1650, el vencido James Graham, primer Marqués de Montrose, se rindió a Neil MacLeod de Assynt en Ardvreck Castle.
Durante la Guerra Civil unos 500 MacLeod lucharon como monárquicos (royalists) en la Batalla de Worcester en 1651.

### SigloXVIIIy los alzamientos Jacobitas
Durante los alzamientos Jacobitas de 1745 el jefe del Clan MacLeod, Norman MacLeod de Dunvegan, no apoyó a los jacobitas y en cambio creó varias Compañías Independientes de las Highlands ayudando a las fuerzas del Gobierno. El jefe dirigió a 500 hombres de la Compañía Independiente de las Tierras Altas MacLeod en soporte del Gobierno en la Batalla de Inverurie, el 23 de diciembre de 1745, donde fueron derrotados.
Los Macleods de Raasay, una rama de los MacLeods de Lewis, lucharon en la Batalla de Culloden formando parte del Regimiento Glengarry, en retribución, los MacLeods de Dunvegan, bajo su jefe, Norman MacLeod, quemaron saquearon la Isla de Raasay, acosando a sus habitantes durante muchas semanas al final del verano de 1746. Como resultado, Norman MacLeod fue conocido como "El Hombre Malvado". En 1745, se decía que MacLeod de Dunvegan era capaz de "conseguir" a 700 hombres para la batalla.

### Siglos XIX, XX y XXI
El hijo mayor de Norman MacLeod de MacLeod (1812–1895), Norman Magnus (1839–1929), le sucedió como el 26.º jefe del clan, pero murió sin descendencia masculina. El segundo hijo de Norman MacLeod, Torquil Olave (1841–1857) murió también sin ningún descendiente. Norman Magnus MacLeod de MacLeod fue, por tanto, sucedido por el tercer hijo de Norman MacLeod de MacLeod, Sir Reginald MacLeod de MacLeod (1847–1935), como el 27.º jefe del Clan MacLeod. Sir Reginald MacLeod de MacLeod no tuvo ningún hijo, pero sí dos hijas. Dame Flora MacLeod sucedió a su padre y más tarde su nieto John MacLeod fue el siguiente.  En 2007, Hugh Magnus MacLeod se convirtió en el 30.º Jefe del Clan MacLeod.  Para los acontecimientos siguientes véase Jefes del Clan MacLeod.

## Castillos asociados con el clan

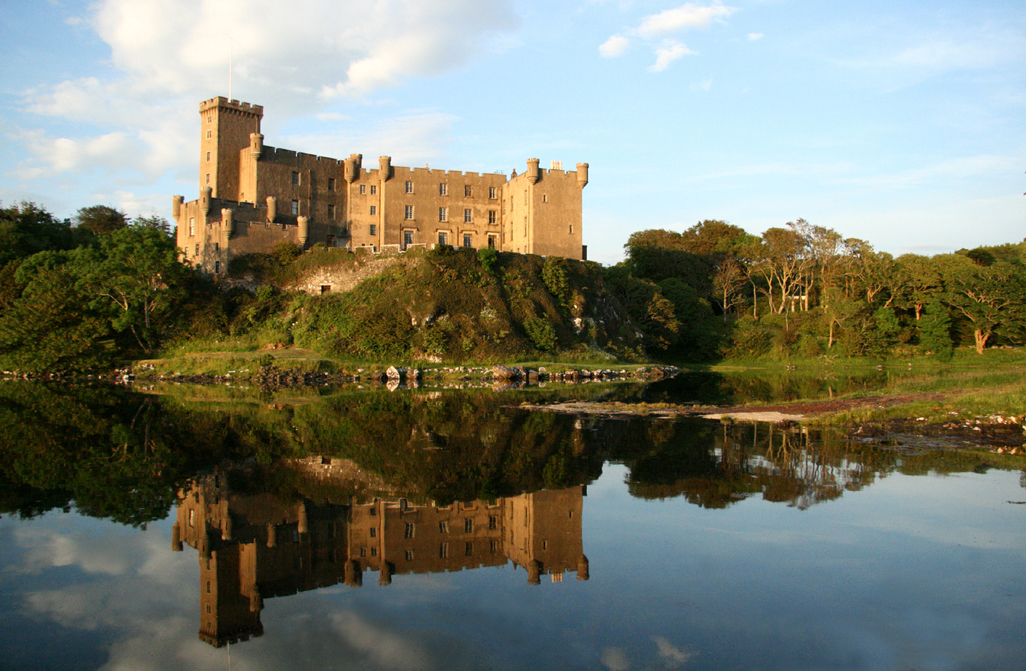
Castillo de Dunvegan, asentamiento de los jefes del Clan MacLeod durante más de 700 años.

Algunos de los castillos que han sido propiedad del Clan MacLeod son los siguientes:
- Castillo de Dunvegan, una milla al norte del pueblo de Dunvegan en la isla de Skye, data del siglo XIV y originalmente se erigía en una isla. Es la morada del jefe de Clan MacLeod. El castillo incluye una gigantesca torre, así como la famosa Torre del Hada y muchas expansiones posteriores.
- Castillo de Cadboll, cercano a Tain, originalmente propiedad de la familia Clyne, y después de los MacLeod de Cadboll, pero más tarde pasó al Clan Sinclair.
- Castillo de Knock (Isla de Skye), también conocido como Caisteal Camus y Casteal Chamius, perteneció al clan MacLeods en el siglo XV pero más tarde pasó a ser propiedad del Clan MacDonald. En 1515, en un intento de resucitar el Señorío de las Islas el castillo fue asediado sin éxito por Alasdair Crotach MacLeod.
- Caisteal Mhicleod, cercano a Shiel Bridge en Lochaber, es un castillo en ruinas que perteneció a Alasdair Crotach MacLeod y siguió en uso durante el siglo XVI.
- Castillo Dunscaith, también llamado Dun Sgathaich, cerca de Armadale, Sleat, Isla de Skye, es ahora un castillo convertido en ruinas en una roca al lado del mar. Fue ocupado originalmente por los MacAskills (un sept de los MacLeods de Lewis), pero transferido a los MacLeods en el siglo XIV. Los MacLeods se pudieron defender contra el Lord MacDonald Señor de las Islas en 1395 y 1401, sin embargo el castillo pasó a manos de los MacDonald en algún momento del siglo XV.
- Castillo Duntulm, cercano a Uig, Skye fue construido en el lugar de una fortaleza de la Edad del Hierro y fue propiedad de los MacLeods. En 1540 el castillo fue visitado por Jacobo V de Escocia pero en el siglo XVII pasó a los MacDonald.
- Eilean Ghrudidh, Loch Maree, cerca de Kinlochewe, en Wester Ross, es el emplazamiento de un castillo en una isla, que fue en un principio de los MacBeaths en el siglo XIII, pero pasó luego a los MacLeods desde aproximadamente 1430 hasta 1513.
- Gunnery De MacLeod, cercano a Borve, en la Isla de Berneray (North Uist), es el sitio de un castillo que fue una vez propiedad de los MacLeods. Norman MacLeod de Berneray, quien fue laird de la isla, nació allí.
- Véase también: Castillos del Clan MacLeod de Lewis.

## Reliquias del clan

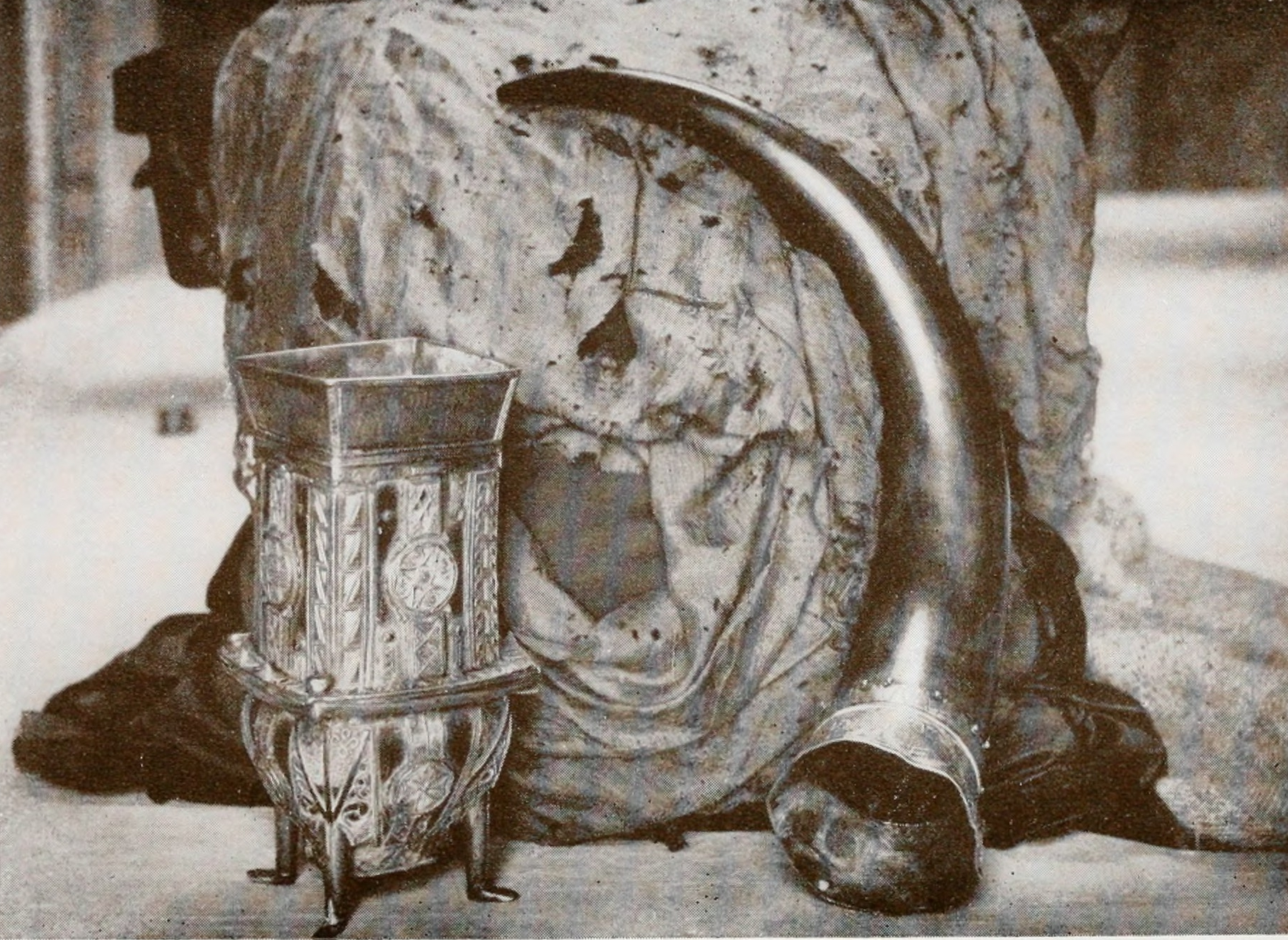
La Copa de Dunvegan, la Bandera del Hada, y el Cuerno de Sir Rory Mor.

Hay varias reliquias notables pertenecientes a los jefes del clan y guardadas en el Castillo de Dunvegan. Posiblemente la más conocida es la Bandera del Hada qué tiene numerosos relatos que cuentan sus orígenes y supuestos poderes mágicos. Se dice que ha tenido el poder, cuando se ha ondeado, de salvar el clan en tres ocasiones diferentes. Otra reliquia es una copa ceremonial de madera y plata, conocida como la Copa de Dunvegan, la cual se hizo en Irlanda y data de 1493. La taza se piensa que pasó a posesión de los Macleods en algún momento entre los siglos XVI y XVII, ya que durante este tiempo los Macleods enviaron ayuda a algunos caciques irlandeses en su guerra contra las tropas respaldadas por los ingleses. Otra reliquia es el Cuerno de Sir Rory Mor, nombrado así por el 15.º jefe del clan. La tradición del clan declara que el heredero varón debe tomar una bebida del cuerno en algún momento.

## Símbolos del clan

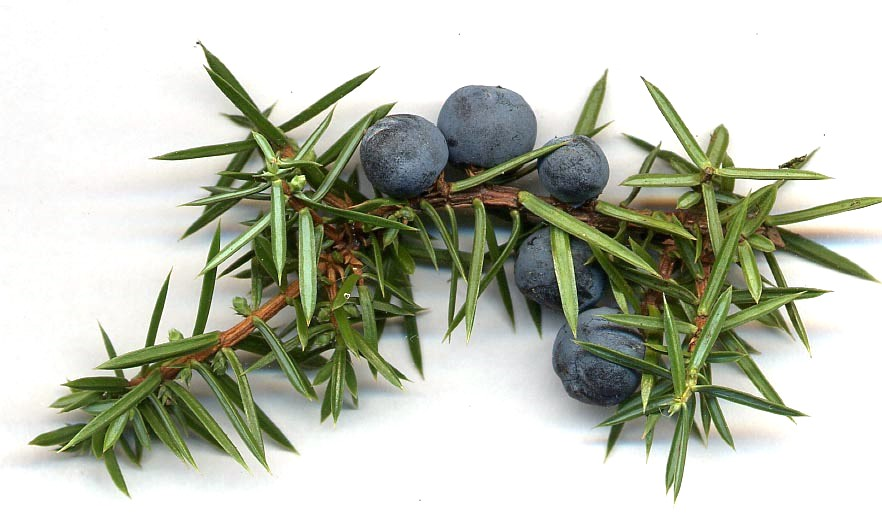
El enebro, la insignia del clan.

Los miembros del Clan Macleod tienen derecho a llevar un  blasón para mostrar su lealtad al jefe de su clan. Este blasón contiene el cimera heráldica y el lema del jefe del clan. Estos elementos, como el escudo de armas del jefe, son propiedad exclusiva del mismo. El lema del clan es "Hold fast". Además, los miembros del Clan Macleod de Lewis pueden llevar un blasón diferente, derivado del escudo de armas del jefe de este clan.
Los miembros del Clan Macleod también pueden llevar una ramita de enebro, como símbolo del clan. Estos símbolos se suelen llevar en un sombrero detrás del blasón o penacho, o sujetado en el fajín de tartán de las señoras.

## Tartán del clan
| Imagen del tartán | Notas |
| ----------------- | --- |
|                   | Este es posiblemente el más reconocible tartán de Macleod. Es conocido como MacLeod de Lewis, vestido MacLeod, e incluso "MacLeod ruidoso". Sin embargo, no tiene asociación identificable con los Macleods de Lewis, y era originalmente asociado con la familia Dunvegan. Se publicó por primera este diseño en el Vestiarium Scoticum en 1842. El Vestiarium, es para muchos la principal fuente actual para los "tartanes de los clanes". Aunque se ha demostrado que el Vestiarium era una copia y una falsificación, ya que el tartán fue descrito por Sir Thomas Dick Lauder, en una carta a Sir Walter Scott en 1829. También se piensa que el jefe Macleod era un buen amigo de Sobieski Stuarts, quien le dio el croquis años antes de que publicaran su plagio. Hoy, el tartán está registrado en la Autoridad del Tartán Escocesa y el Registro Mundial de Tartanes Escoceses (en ambos con el número 1272) con el número de hilos simétrico “K32Y4K32Y48R4” y con una paleta de color de negro 101010, rojo de libertad C80000, y amapola dorada D8B000. |
|                   | Este tartán se conoce a veces como MacLeod cazador o MacLeod de Harris. Fue publicado en varias colecciones tempranas de tartanes, como la de Logan en The Scottish Gael (1831) y la de Smibert en 1851. El tartán deriva del clan Mackenzie, utilizado por John Mackenzie en 1771, cuando levantó el regimiento conocido como "Lord Macleod Highlanders". Los Mackenzies reclamaron ser herederos a la jefatura de los Macleods de Lewis después de la muerte de Roderick en 1595. El tartán fue aprobado por Norman Magnus, 26.º jefe del Clan Macleod, y fue adoptado por la sociedad del clan en 1910. Hoy, el tartán está registrado en la Autoridad del Tartán escocesa y el Registro Mundial de Tartanes Escoceses (ambos con el número 1583) con el número de hilos simétrico “R6K4G30K20BL40K4Y8” y con una paleta de color de negro 101010, rojo libertad C80000, amapola dorada E8C000, verde 006818, y azul 1474B4. |

## Septs del clan
Los septs son clanes o familias que estaban bajo la protección de un clan o familia más potente. Los clanes escoceses eran en gran parte grupos de familias diferentes que rendían lealtad a un jefe común. Los nombres siguientes, según la Sociedad de Clanes Asociados a MacLeod, son atribuido como septs del Clan Macleod (de Dunvegan y Harris);  hay también un número de otro septs relacionados con el Clan Macleod de Lewis.
| Nombres | Notas                                      |
| --- | ------------------------------------------ |
| Beaton, Betha, Bethune, Beton.                                                                                     | Hay también un Clan Bethune independiente. |
| Harald, Haraldson, Harold, Harrell, Harrold, Herrald, MacHarold, MacRalte, MacRaild.                               |                                            |
| Andie, MacAndie, McCaskill, MacHandie, MacKande, MacKandy, Makcandy.                                               |                                            |
| MacCaig, MacCoig, MacCowig, MacCrivag, MacCuaig, MacKaig, MacQuigg.                                                |                                            |
| MacAlear, MacClewer, McClure, MacClure, MacLeur, MacLewer, MacLewis, Lewis, MacLur, MacLure, Clure, Cluer, Clewer. |                                            |
| Cremmon, Crimmon, Griman, Grimman, Grimmond, MacCrimmon, MacCrummen, MacGrimman, MacGrymmen, MacRimmon.            | Véase MacCrimmon (familia gaitera).        |
| MacKilliam, MacKullie, MacWilliam, MacWilliams, MacWillie, MacWylie, McCullie, Williamson.                         | También atribuido al Clan Gunn.            |
| Norman, Normand, Norris, Norval, Norwell, Tormud.                                                                  |                                            |

## En la ficción
El Clan MacLeod está presentado en la serie Highlander, con cuatro personajes importantes - Connor, Duncan, Colin y Quentin MacLeod - todo miembros del clan.